# Koło
Koło este un oraș în Polonia.